# Одрис
Одрис (Odryses, Odrises) е митичен владетел на тракийското племе одрисите от ок. 715 пр.н.е. до ок. 650 пр.н.е.
Той е владетел на средното и долното течение на река Хеброс с резиденция в Одрюза (дн. Пловдив) или Ускудама (дн. Одрин).

## Деца
- Тинос (ок. 650 – ок. 620 пр.н.е.)
- Витинос (ок. 620 – ок. 590 пр.н.е.)